# ريناته كوناست
ريناته كوناست (بالألمانية: Renate Künast)‏ (و. 1955  م) هي سياسية، ومحامية ألمانية، ولدت في ركلنهاوزن، هي عضوةٌ في تحالف '90 / الخضر، شاركت في الانتخابات الرئاسية الألمانية 2012، والانتخابات الرئاسية الألمانية 2010، والانتخابات الرئاسية الألمانية 2004، والانتخابات الرئاسية الألمانية 2009، والانتخابات الرئاسية الألمانية 2017، ترشحت في الانتخابات الفيدرالية الألمانية 2017.

## مناصب
تولت منصب عضو في البوندستاغ الألماني (منذ 24 أكتوبر 2017)
- عضو في البوندستاغ الألماني (17 أكتوبر 2002–18 أكتوبر 2005)[11]
- الوزارة الاتحادية للأغذية والزراعة (12 يناير 2001–4 أكتوبر 2005)
- عضو في برلمان برلين ‏

.

## التعليم
تعلمت في Düsseldorf University of Applied Sciences ‏ (1973–1976)، وتعلمت في جامعة برلين الحرة
.

## جوائز
حصلت على جوائز منها:

جائزة راشيل كارسون (جائزة حماية البيئة) (2001)

## روابط خارجية
- ريناته كوناست على موقع مونزينجر (الألمانية)